# Frits Bülow
Frits Torwerdt Bülow, född 1872 och död 30 juli 1955, var en dansk jurist och politiker.
Han tog juristexamen 1898 och blev Overretssagförrer samma år, Höjesteretssagförer 1903. Bülow van ett högt anseende som advokat bland annat genom sitt försvar inför Rigsretten av Jens Christian Christensen i Albertimålet 1910. Han var justitieminister i Klaus Berntsens ministär 1910-13, och medlem av Landstinget 1920-24, samt dess talman 1920-22.
Frits dotter var mor till den dansk-amerikanska juristen Claus von Bülow och därmed svärmor till arvtagerskan Sunny von Bülow.

## Utmärkelser
- Kommendör av första graden av Dannebrogorden,  1933[1]
- Dannebrogsmännens hederstecken,  1942[4]

[Redigera Wikidata]